# Ropalidia lefebvrei
Ropalidia lefebvrei är en getingart som beskrevs av Jean Baptiste Antoine Guillemin 1841. Ropalidia lefebvrei ingår i släktet Ropalidia och familjen getingar. Inga underarter finns listade i Catalogue of Life.